# Тучное (Тростянецкий район)
Тучное (укр. Тучне) — село, Становский сельский совет, Тростянецкий район, Сумская область, Украина.
Код КОАТУУ — 5925087803. Население по переписи 2001 года составляло 50 человек .

## Географическое положение
Село Тучное находится на расстоянии до 2-х км от сёл Зубовка, Буймер и Новоселовка. По селу протекает пересыхающий ручей с запрудой. Рядом проходит автомобильная дорога Т-1913.